# Agiriš
Agiriš (in russo  Агириш?) è un insediamento di tipo urbano della Russia siberiana occidentale situato nel distretto Sovetskij del Circondario Autonomo degli Chanty-Mansi.
Si trova a 73 km da Sovetskij, il centro amministrativo del distretto.